# Antonio Gude
Antonio Gude (Vigo, 19 de mayo de 1946) es un maestro de ajedrez, periodista, escritor y traductor. Ha sido secretario general y director técnico de la Federación Española de Ajedrez (1989-1991).

## Biografía
En el año 1979 fundó en Vigo la revista El Ajedrez de la cual se publicaron 15 números.
De Vigo se trasladó a Madrid de la mano de Pablo Aguilera como director de la publicación Jaque, en la que continuó como articulista y columnista hasta su cierre. Finalmente abandonó esta publicación para dirigir la Revista Internacional de Ajedrez, cuya última edición fue en 1995.
Del 16 al 25 de septiembre de 2012, participó como ponente en la "Fiesta Internacional del Ajedrez 2012" que se celebró en la Universidad Autónoma de México, impartiendo conferencias sobre el 'Ajedrez en el mundo del cine'.
En 2013 participó en una serie de partidas de ajedrez simultáneas contra aficionados, junto a grandes maestros de ajedrez como Iván Salgado o David Lariño, en el marco del "Festival de Ajedrez - Bienvenida ECU", que se celebró en Vigo el 16 de septiembre de ese año. En las conferencias posteriores a las partidas simultáneas de este Festival, remarcó la importancia que tiene el ajedrez en el sistema educativo.
Actualmente Antonio Gude publica una columna de ajedrez en internet “El Cubo de Rubik”, en la que trata diversos temas relacionados con el mundo del ajedrez.

## Obra
Antonio Gude trabajó como columnista o articulista en El Pueblo Gallego (1965-1969), Faro de Vigo (1979-1982), TESA (suplemento dominical incluido en 15 diarios nacionales) (1991-1994) y en el periódico As (1990-1992). Asimismo, ha publicado una serie de libros relativos al ajedrez.